# Your Body's Callin'
Singles de R. Kelly
Bump N' Grind
(février 1994) Summer Bunnies
(août 1994)
 Your Body's Callin'   est une chanson de R. Kelly, extraite de son album 12 Play. Sorti en mai 1994, elle est écrite et produite par R. Kelly.
Ce titre a été certifié disque d’or aux États-Unis (500 000).

## Charts
Aux États-Unis,  Your Body’s Callin’  est resté 20 semaines au Billboard Hot 100.
Au Royaume-Uni, le titre est resté classé 6 semaines.
| Classements / Pays (1994) | Meilleure position |
| ------------------------- | ------------------ |
| Billboard Hot 100         | 13                 |
| Top R&B                   | 2                  |
| UK Singles Chart          | 19                 |
| Nouvelle-Zélande          | 43                 |